# Nesploy
Nesploy [nɛplwa] est une commune française située dans le département du Loiret en région Centre-Val de Loire.

## Toponymie
Bas latin mespiletum, latin classique mespilus = nèfle, et suffixe collectif etum : terrain où le néflier abonde, terrain planté de néfliers, ensemble de néfliers. Il aboutit régulièrement mesloi ou mellai, et à nesploi, par changement du m initial en n.

La maison de Nesploy, décembre 1311 (Archives Nationales-JJ 46, fol. 95, n° 166) ; Le fort de Nesploy, février 1376 (Archives Nationales.-JJ 108, n° 125, fol. 75 v°) ; Nepleu, avril 1378 (Archives Nationales-JJ 112, n° 227, fol. 125 v°) ; Nesploy, octobre 1385 (Archives Nationales-JJ 127, n° 197, fol. 118 v°) ; Nesploy, 1395 (Chartes relatives au prieuré de Flotin, A.S.H.A. du Gâtinais, t. 43, 1936, p. 110) ; Neploi, 1740 (Bibliothèque Municipale d’Orléans, Ms 995, fol. 161) ; Neploy, XVIIIe s. (Carte de Cassini).

La variante de Cassini est conforme à la prononciation des indigènes : Nêploi.

Défrichement de la forêt d’Orléans.

## Géographie

### Localisation et communes limitrophes
La commune de Nesploy se trouve dans le quadrant nord-est du département du Loiret, dans la région agricole de l'Orléanais. À vol d'oiseau, elle se situe à 35,3 km  d'Orléans, préfecture du département, à 28,7 km de Montargis, sous-préfecture, et à 6,1 km de Bellegarde, ancien chef-lieu du canton dont dépendait la commune avant mars 2015. La commune fait partie du bassin de vie de Bellegarde - Quiers-sur-Bezonde dont elle est éloignée de 6,1 km.
|                  | Boiscommun (4,8 km)    | Montliard (3,7 km),                              |
| Nibelle (3,8 km) | Nesploy                | Quiers-sur-Bezonde (5,7 km)                      |
|                  | Sury-aux-Bois (3,6 km) | Bellegarde (fragment - le village est à 6,1 km), |

Les autres communes proches sont : Combreux (6,1 km), Montbarrois (6,1 km), Saint-Loup-des-Vignes (6,7 km) et Fréville-du-Gâtinais (6,8 km).

### Géologie et relief

#### Géologie
La commune se situe dans le sud du Bassin parisien, le plus grand des trois bassins sédimentaires français. Cette vaste dépression, occupée dans le passé par des mers peu profondes et des lacs, a été comblée, au fur et à mesure que son socle s’affaissait, par des sables et des argiles, issus de l’érosion des reliefs alentours, ainsi que des calcaires d’origine biologique, formant ainsi une succession de couches géologiques.
Les couches affleurantes sur le territoire communal sont constituées de formations superficielles du Quaternaire et de roches sédimentaires datant du Cénozoïque, l'ère géologique la plus récente sur l'échelle des temps géologiques, débutant il y a 66 millions d'années. La formation la plus ancienne est de la marne de Blamont remontant à l’époque Miocène de la période Néogène. La formation la plus récente est des alluvions et colluvions du fond des vallées secondaires remontant à l’époque Holocène de la période Quaternaire. Le descriptif de ces couches est détaillé dans  la feuille « n°364 - Bellegarde-du-Loiret » de la carte géologique au 1/50 000ème du département du Loiret, et sa notice associée.

Carte géologique de la commune.

|  | FC : | alluvions et colluvions du fond des vallées secondaires, Holocène |

|  | m3-p1SASo : | sables et argiles de Sologne, Langhien supérieur à Pliocène inférieur |
|  | m2MSO :     | marnes et sables de l'Orléanais, Burdigalien                          |
|  | m1MBl :     | marne de Blamont, Aquitanien                                          |

#### Relief
La superficie cadastrale de la commune publiée par l’Insee, qui sert de références dans toutes les statistiques, est de 12,87 km2,. La superficie géographique, issue de la BD Topo, composante du Référentiel à grande échelle produit par l'IGN, est quant à elle de 13,01 km2. Son relief est relativement plat puisque la dénivelée maximale atteint 32 mètres. L'altitude du territoire varie entre 112 m et 144 m.

### Hydrographie
La rivière Bézonde, affluent du Loing, traverse le territoire de la commune.

### Climat
Pour des articles plus généraux, voir Climat du Centre-Val de Loire et Climat du Loiret.
En 2010, le climat de la commune est de type climat océanique dégradé des plaines du Centre et du Nord, selon une étude du CNRS s'appuyant sur une série de données couvrant la période 1971-2000. En 2020, Météo-France publie une typologie des climats de la France métropolitaine dans laquelle la commune est exposée à un climat océanique altéré et est dans une zone de transition entre les régions climatiques « Sud-ouest du bassin Parisien » et « Moyenne vallée de la Loire ».
Pour la période 1971-2000, la température annuelle moyenne est de 10,8 °C, avec une amplitude thermique annuelle de 15,3 °C. Le cumul annuel moyen de précipitations est de 677 mm, avec 11 jours de précipitations en janvier et 7,3 jours en juillet. Pour la période 1991-2020, la température moyenne annuelle observée sur la station météorologique de Météo-France la plus proche, sur la commune de Ladon à 13 km à vol d'oiseau, est de 11,7 °C et le cumul annuel moyen de précipitations est de 685,3 mm,. Pour l'avenir, les paramètres climatiques de la commune estimés pour 2050 selon différents scénarios d'émission de gaz à effet de serre sont consultables sur un site dédié publié par Météo-France en novembre 2022.

### Milieux naturels et biodiversité

#### Sites Natura 2000
Le réseau Natura 2000 est un réseau écologique européen de sites naturels d’intérêt écologique élaboré à partir des Directives «Habitats » et «Oiseaux ». Ce réseau est constitué de Zones Spéciales de Conservation (ZSC) et de Zones de Protection Spéciale (ZPS). Dans les zones de ce réseau, les États Membres s'engagent à maintenir dans un état de conservation favorable les types d'habitats et d'espèces concernés, par le biais de mesures réglementaires, administratives ou contractuelles. L'objectif est de promouvoir une gestion adaptée des habitats tout en tenant compte des exigences économiques, sociales et culturelles, ainsi que des particularités régionales et locales de chaque État Membre. les activités humaines ne sont pas interdites, dès lors que celles-ci ne remettent pas en cause significativement l’état de conservation favorable des habitats et des espèces concernés,.
Un site Natura 2000 est présent sur le territoire communal de Nesploy.
| Numéro    | Type | Nom             | Arrêté                      | Document d’objectifs   | Localisation                            |
| --------- | ---- | --------------- | --------------------------- | ---------------------- | --------------------------------------- |
| FR2410018 | ZPS  | Forêt d’Orléans | Arrêté du 23 décembre 2003. | Validé le 10 juin 2005 | Dans la partie sud-ouest de la commune. |

Le site de la « forêt d'Orléans » s'étend du nord-est de l'agglomération orléanaise jusqu'aux portes de Gien, suivant un arc de cercle d'une soixantaine de kilomètres de long et d'une largeur variant de 2 à 15 km environ. Cet ensemble forestier quasi continu est majoritairement domanial. La forêt domaniale est constituée de trois massifs distincts, de l'ouest vers l'est, les massifs d'Orléans, Ingrannes et Lorris (communément considéré en deux sous-massifs : Lorris-Châteauneuf et Lorris-Châteauneuf-sur-Loire), en périphérie desquels se trouvent d'autres parcelles forestières. La surface globale des trois massifs domaniaux est de 34 500 hectares. D'une surface totale de 32 177 ha, le site est constitué de deux grandes entités couvrant la presque intégralité des massifs forestiers domaniaux d'Ingrannes et de Lorris. Ces deux grandes entités englobent également d'autres parcelles forestières, ainsi que des étangs, en périphérie, de même que la grande « clairière » de Sully-la-Chapelle, Ingrannes et Seichebrières incluse dans le massif d'Ingrannes. Ce site présente un grand intérêt ornithologique notamment avec la nidification du balbuzard pêcheur, de l'aigle botté, du circaète Jean-le-Blanc, de la bondrée apivore, du busard Saint-Martin, de l'engoulevent d'Europe, des pics noir, mar et cendré, de l'alouette lulu et de la fauvette pitchou. Les étangs constituent par ailleurs des sites d'étape migratoire importants pour différentes espèces.

#### Zones nationales d'intérêt écologique, faunistique et floristique

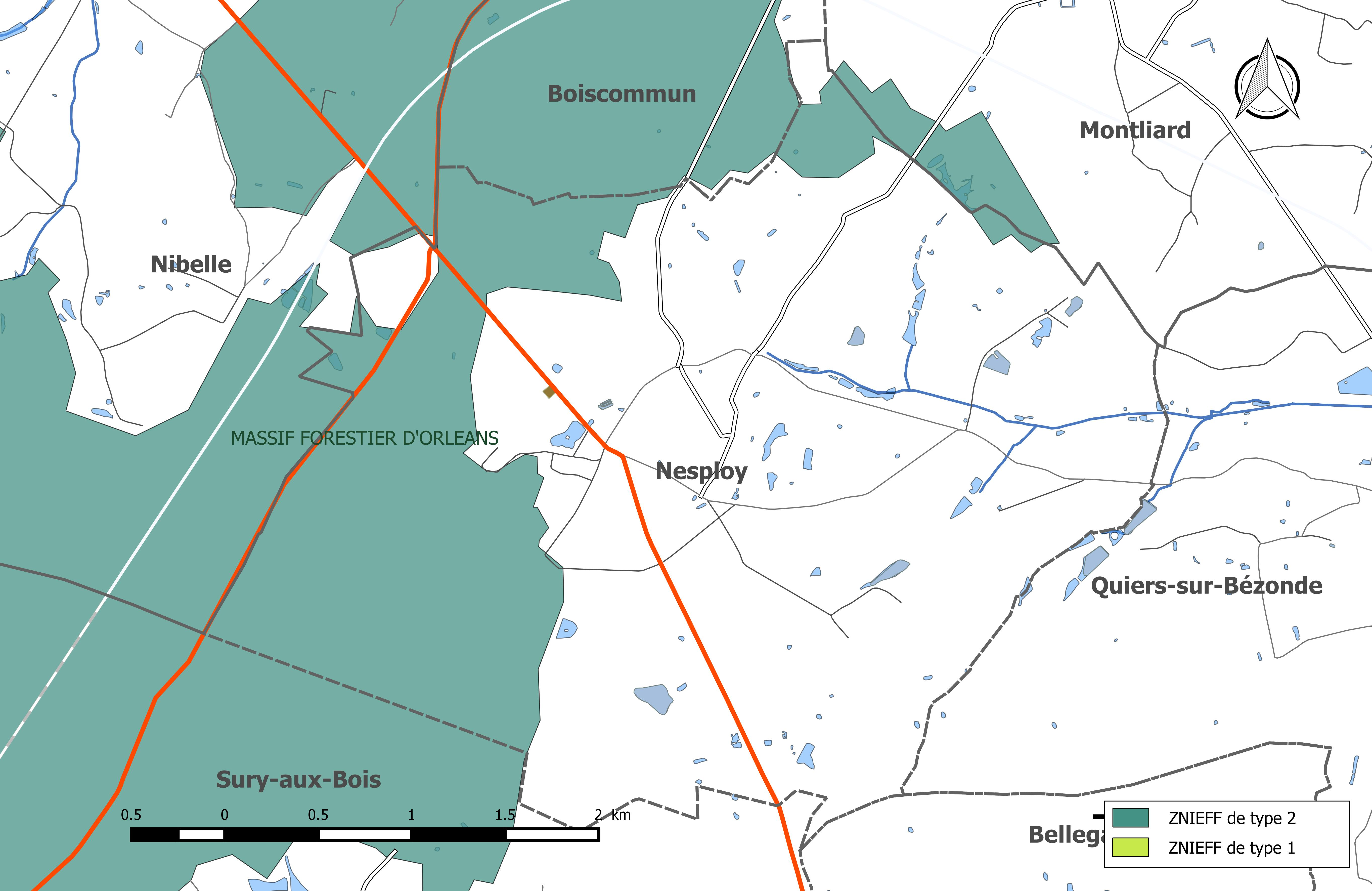
Carte des ZNIEFF de la commune et de ses abords.

L’inventaire des zones naturelles d'intérêt écologique, faunistique et floristique (ZNIEFF) a pour objectif de réaliser une couverture des zones les plus intéressantes sur le plan écologique, essentiellement dans la perspective d’améliorer la connaissance du patrimoine naturel national et de fournir aux différents décideurs un outil d’aide à la prise en compte de l’environnement dans l’aménagement du territoire. Le territoire communal de Nesploy comprend une ZNIEFF de type 2, dénommée 
« Massif forestier d'Orléans ». D'une superficie de 36 086 hectares, elle s'étend sur 37 communes, dont Nespoly, et se superpose pour la commune à la zone Natura 2000 de même nom. Son altitude varie entre 126 et 174 m. La forêt d'Orléans repose pour l'essentiel sur des terrains de nature comparable à celle des terrains de la Sologne (Burdigalien) épandus sur le coteau de Beauce. Les formations végétales sont donc plutôt acidoclines à acidiphiles avec des secteurs secs et  d'autres  très  humides.  L'intérêt  dépasse  les  contours  complexes  du  massif  domanial  et  s'étend  également  aux  lisières  et
enclaves privées qui le prolongent.

## Histoire
La majorité de la superficie de cette commune a longtemps été constituée d'une partie de la forêt royale du Duc d'Orléans.
Il y a eu jusqu'à quatre châteaux à Nesploy dont il ne reste que des vestiges.

### Héraldique
| Blason de Nesploy | Les armes de Nesploy se blasonnent ainsi : De gueules aux deux chevrons, le premier d'or, le second d'argent, accompagnés de deux quintefeuilles du même en chef et d'une fleur de lys aussi d'or en pointe. |

## Urbanisme

### Typologie
Au 1er janvier 2024, Nesploy est catégorisée commune rurale à habitat dispersé, selon la nouvelle grille communale de densité à sept niveaux définie par l'Insee en 2022.
Elle est située hors unité urbaine et hors attraction des villes,.

### Occupation des sols
L'occupation des sols de la commune, telle qu'elle ressort de la base de données européenne d’occupation biophysique des sols Corine Land Cover (CLC), est marquée par l'importance des territoires agricoles (64,2 % en 2018), en diminution par rapport à 1990 (67,9 %). La répartition détaillée en 2018 est la suivante : 
terres arables (33,5 %), forêts (26,7 %), prairies (21,7 %), zones agricoles hétérogènes (6,9 %), milieux à végétation arbustive et/ou herbacée (6,7 %), zones urbanisées (2,4 %), cultures permanentes (2,1 %).
L'évolution de l’occupation des sols de la commune et de ses infrastructures peut être observée sur les différentes représentations cartographiques du territoire : la carte de Cassini (XVIIIe siècle), la carte d'état-major (1820-1866) et les cartes ou photos aériennes de l'IGN pour la période actuelle (1950 à aujourd'hui).

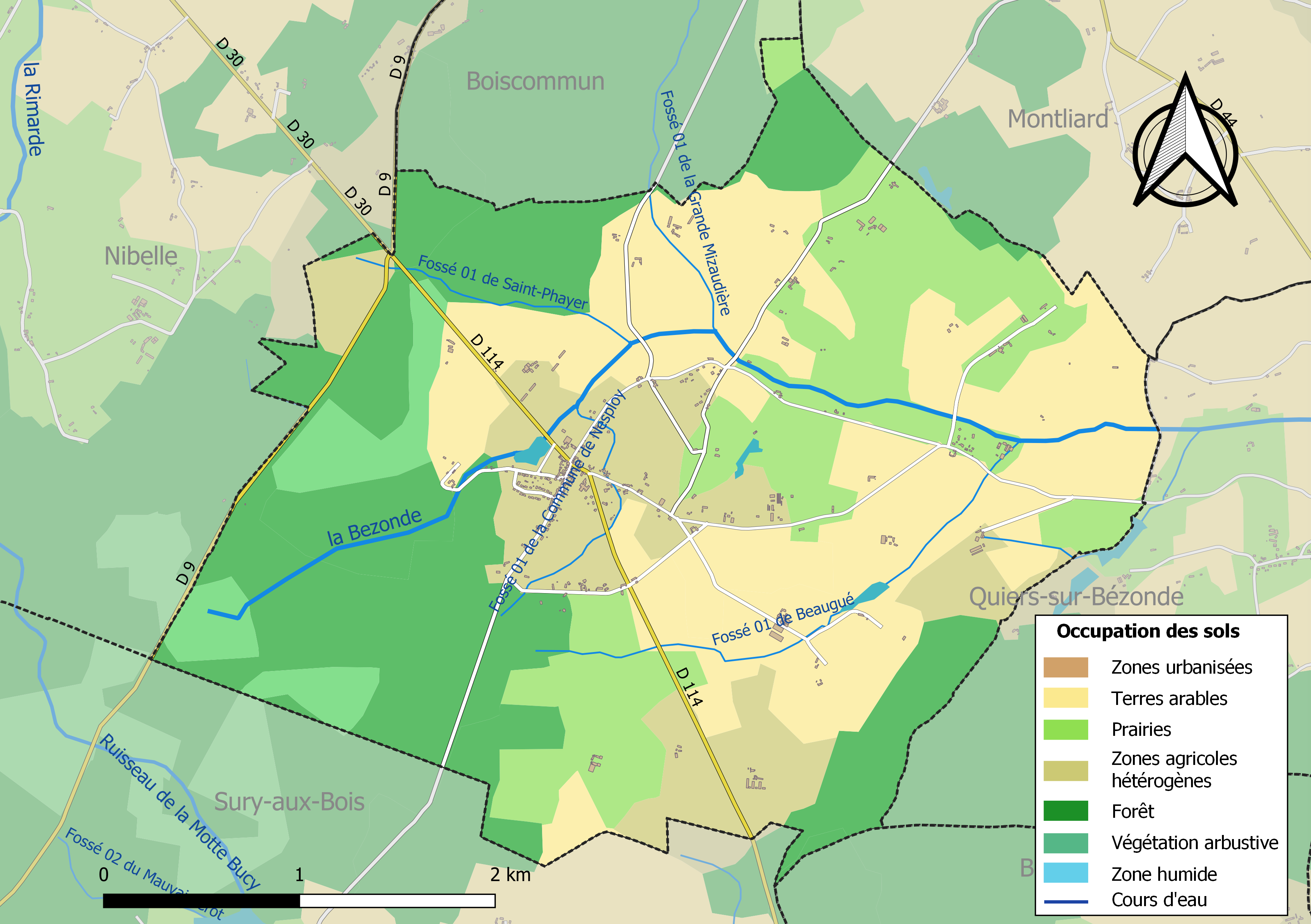
Carte des infrastructures et de l'occupation des sols de la commune en 2018 (CLC).
Carte orthophotographique de la commune en 2016.

### Voies de communication et transports

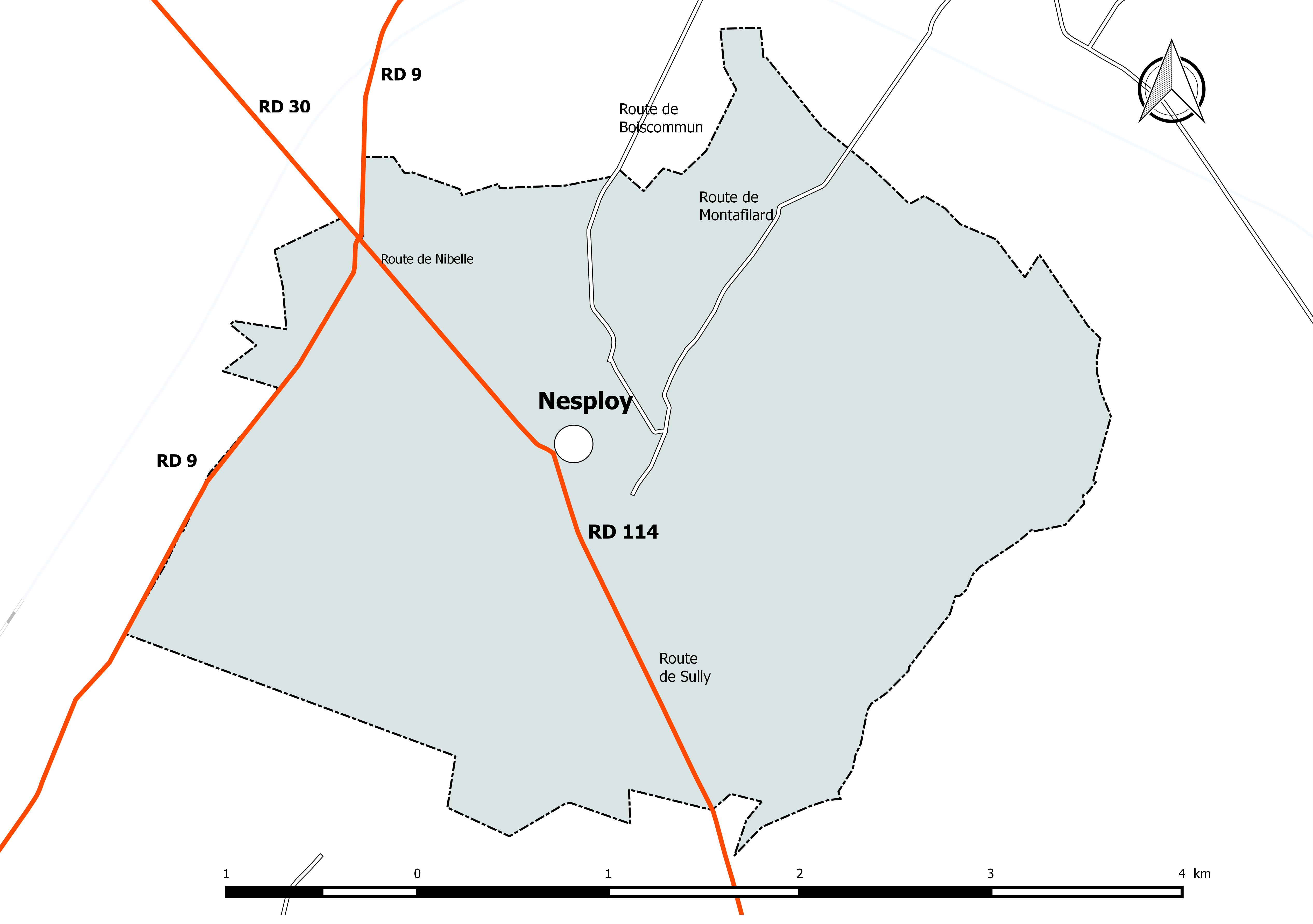
Réseau routier principal de la commune de Nesploy (avec indication du trafic routier 2014).

### Risques majeurs
La commune de Nesploy est vulnérable à différents aléas naturels : climatiques (hiver exceptionnel ou canicule), mouvements de terrains ou sismique (sismicité très faible). 
Entre 1989 et 2019, six arrêtés ministériels ayant porté reconnaissance de catastrophe naturelle ont été pris pour le territoire de la commune  : trois  pour des inondations et coulées de boues et trois pour des mouvements de terrains.
Le territoire de la commune peut être concerné par un risque d'effondrement de cavités souterraines non connues. Une cartographie départementale de l'inventaire des cavités souterraines et des désordres de surface a été réalisée. Il a été recensé sur la commune plusieurs effondrements de cavités.
Par ailleurs, le sol du territoire communal peut faire l'objet de mouvements de terrain liés à la sècheresse. Le phénomène de retrait-gonflement des argiles est la conséquence d'un changement d'humidité des sols argileux. Les argiles sont capables de fixer l'eau disponible mais aussi de la perdre en se rétractant en cas de sècheresse. Ce phénomène peut provoquer des dégâts très importants sur les constructions (fissures, déformations des ouvertures) pouvant rendre inhabitables certains locaux. Celui-ci a particulièrement affecté le Loiret après la canicule de l'été 2003. Une grande partie du territoire de la commune est soumise à un aléa « fort » face à ce risque, selon l'échelle définie par le Bureau de recherches géologiques et minières (BRGM).
Depuis le 22 octobre 2010, la France dispose d’un nouveau zonage sismique divisant le territoire national en cinq zones de sismicité croissante. La commune, à l’instar de l’ensemble du département,  est concernée par un risque très faible.

## Politique et administration

### Découpage territorial

#### Bloc communal: commune et intercommunalités
La paroisse de Nesploy acquiert le statut de municipalité avec le  décret du 12 novembre 1789 de l'Assemblée Nationale puis celui de « commune », au sens de l'administration territoriale actuelle, par le décret de la Convention nationale du 10 brumaire an II (31 octobre 1793). Il faut toutefois attendre la loi du 5 avril 1884 sur l'organisation municipale pour qu'un régime juridique uniforme soit défini pour toutes les communes de France, point de départ de l’affirmation progressive des communes face au pouvoir central.
Aucun événement de restructuration majeure du territoire, de type suppression, cession ou réception de territoire, n'a affecté la commune depuis sa création.

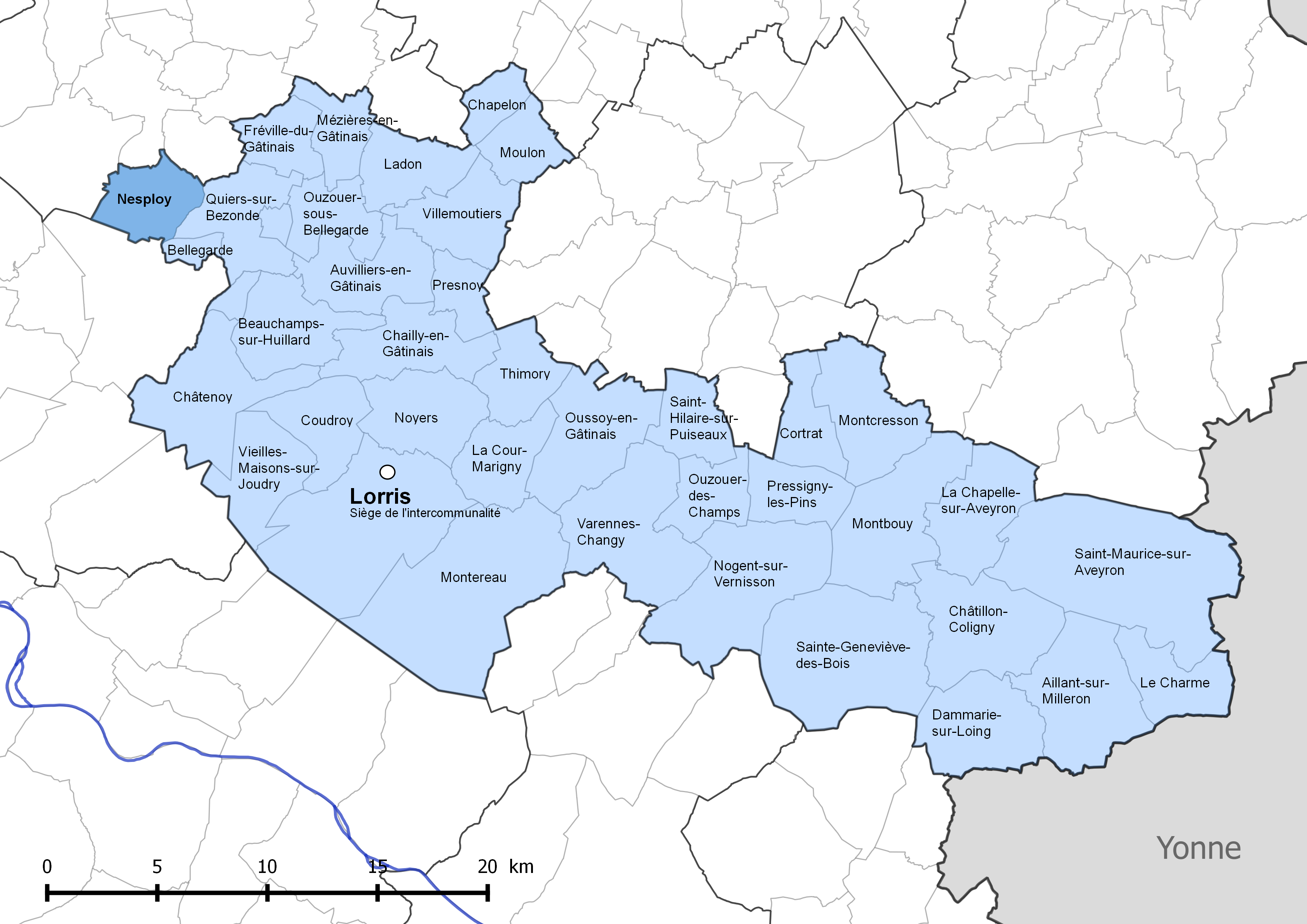
Localisation de la commune de Nesploy dans la communauté de communes Canaux et forêts en Gâtinais.

La commune est membre de la Communauté de communes du Bellegardois depuis sa création le 13 décembre 2004 jusqu'au 1er janvier 2017.
Afin de renforcer et réduire le nombre d'intercommunalités en France, la loi du 7 août 2015 portant nouvelle organisation territoriale de la République (dite loi NOTRe) fait passer le seuil démographique minimal de 5 000 à 15 000 habitants pour constituer une intercommunalité, sauf exceptions. Le schéma départemental de coopération intercommunale du Loiret est arrêté sur ces bases le 30 mars 2016 et le nombre d'établissements publics de coopération intercommunale à fiscalité propre passe dans le département du Loiret de 28 (2 communautés d'agglomération et 26 communautés de communes) à 16 (deux communautés d'agglomération et 14 communautés de communes dont une interdépartementale). Les communautés de communes du canton de Lorris et canton de Châtillon-Coligny et du Bellegardois fusionnent ainsi à compter du 1er janvier 2017 en une seule entité : la communauté de communes Canaux et forêts en Gâtinais, dont le siège est à Lorris. Cette nouvelle intercommunalité comprend 38 communes dont  Nesploy.

#### Circonscriptions de rattachement
La loi du 22 décembre 1789 divise le pays en 83 départements découpés chacun en six à neuf districts eux-mêmes découpés en cantons regroupant des communes. Les districts, tout comme les départements, sont le siège d’une administration d’État et constituent à ce titre des circonscriptions administratives. La commune de Nesploy est alors incluse dans le canton de Bellegarde, le district de Boiscommun et le département du Loiret.
La recherche d’un équilibre entre la volonté d’organiser une administration dont les cadres permettent l’exécution et le contrôle des lois d’une part, et la volonté d’accorder une certaine autonomie aux collectivités de base (paroisses, bourgs, villes) d’autre part, s’étale de 1789 à 1838. Les découpages territoriaux évoluent ensuite au gré des réformes visant à décentraliser ou recentraliser l'action de l'État. La régionalisation fonctionnelle des services de l'État (1945-1971) aboutit à la création de régions. L'acte I de la décentralisation de 1982-1983 constitue une étape importante en donnant l'autonomie aux collectivités territoriales, régions, départements et communes. L'acte II intervient en 2003-2006, puis l'acte III en 2012-2015.
Le tableau suivant présente les rattachements, au niveau infra-départemental, de la commune de Nesploy aux différentes circonscriptions administratives et électorales ainsi que l'historique de l'évolution de leurs territoires.
| Circonscription             | Nom                | Période   | Type                         | Évolution du découpage territorial |
| --------------------------- | ------------------ | --------- | ---------------------------- | --- |
| District                    | Boiscommun         | 1790-1795 | Administrative               | La commune est rattachée au district de Boiscommun de 1790 à 1795,. La Constitution du 5 fructidor an III, appliquée à partir de vendémiaire an IV (1795) supprime les districts, rouages administratifs liés à la Terreur, mais maintient les cantons qui acquièrent dès lors plus d'importance. |
| Canton                      | Bellegarde         | 1790-1801 | Administrative et électorale | Le 10 février 1790, la municipalité de Nesploy est rattachée au canton de Bellegarde,. Les cantons sont supprimés, en tant que découpage administratif, par une loi du 26 juin 1793, et ne conservent qu'un rôle électoral. Ils permettent l’élection des électeurs du second degré chargés de désigner les députés. Les cantons acquièrent une fonction administrative avec la disparition des districts en 1795. |
| Canton                      | Bellegarde         | 1801-2015 | Administrative et électorale | Sous le Consulat, un redécoupage territorial visant à réduire le nombre de justices de paix ramène le nombre de cantons dans le Loiret de 59 à 31. Nesploy est alors rattachée par arrêté du 9 vendémiaire an X (30 septembre 1801) au canton de Bellegarde, sous le nom de Nesploy,. |
| Canton                      | Lorris             | 2015-     | Électorale                   | La loi du 17 mai 2013 et ses décrets d'application publiés en février et mars 2014 introduisent un nouveau découpage territorial pour les élections départementales. La commune est alors rattachée au nouveau canton de Lorris. Depuis cette réforme, plus aucun service de l'État n'exerce sa compétence sur un territoire s'appuyant sur le nouveau découpage cantonal. Le canton a disparu en tant que circonscription administrative de l'État ; il est désormais uniquement une circonscription électorale dédiée à l'élection d'un binôme de conseillers départementaux siégeant au conseil départemental. |
| Arrondissement              | Montargis          | 1801-     | Administrative               | Nesploy est rattachée à l'arrondissement de Montargis depuis sa création en 1801,. |
| Circonscription législative | 5e circonscription | 2010-     | Électorale                   | Lors du découpage législatif de 1986, le nombre de circonscriptions législatives passe dans le Loiret de 4 à 5. Un nouveau redécoupage intervient en 2010 avec la loi du 23 février 2010. En attribuant un siège de député « par tranche » de 125 000 habitants, le nombre de circonscriptions par département varie désormais de 1 à 21,. Dans le Loiret, le nombre de circonscriptions passe de cinq à six. La réforme n'affecte pas Nesploy qui reste rattachée à la cinquième circonscription. |

#### Collectivités de rattachement
La commune de Nesploy est rattachée au département du Loiret et à la région Centre-Val de Loire, à la fois circonscriptions administratives de l'État et collectivités territoriales.

### Politique et administration municipales

#### Conseil municipal et maire
Depuis les élections municipales de 2014, le conseil municipal de Nesploy, commune de moins de 1 000 habitants, est élu au scrutin majoritaire plurinominal à deux tours, les électeurs pouvant modifier les listes, panacher, ajouter ou supprimer des candidats sans que le vote soit nul, pour un mandat de six ans renouvelable. Il est composé de 11 membres. L'exécutif communal est constitué par le maire, élu par le conseil municipal, parmi ses membres, pour un mandat de six ans, c'est-à-dire pour la durée du mandat du conseil.
| Début         | Fin           | Identité                 | Qualité                               |
| ------------- | ------------- | ------------------------ | ------------------------------------- |
| décembre 2018 | En cours      | Marie-Christine Fontaine | Agricultrice sur moyenne exploitation |
| mars 2001     | novembre 2018 | Nadine Rousseau          |                                       |
| 1983          | mars 2001     | Yves Martin              | Agriculteur sur moyenne exploitation  |

## Équipements et services

### Environnement

#### Gestion des déchets
En  2016, la commune est membre du SICTOM de la région de Châteauneuf-sur-Loire, créé en 1976. Celui-ci assure la collecte et le traitement des ordures ménagères résiduelles, des emballages ménagers recyclables  et des encombrants en porte à porte et du verre en points d’apport volontaire. Un réseau de dix déchèteries accueille les encombrants et autres déchets spécifiques (déchets verts, déchets dangereux, gravats, ferraille, cartons…). La déchèterie la plus proche est située sur la commune de Quiers-sur-Bezonde. L'élimination et la valorisation énergétique des déchets ménagers et de ceux issus de la collecte sélective sont effectuées par le SYCTOM de Gien-Châteauneuf-sur-Loire qui comprend un centre de transfert de déchets ménagers et un centre de stockage de déchets ultimes (CSDU) de classe II à Saint-Aignan-des-Gués ainsi qu'une usine d’incinération des ordures ménagères à Gien-Arrabloy.
Depuis le 1er janvier 2017, la « gestion des déchets ménagers » ne fait plus partie des compétences de la commune mais est une compétence obligatoire de la communauté de communes Canaux et Forêts en Gâtinais en application de la loi NOTRe du 7 août 2015.

#### Production et distribution d'eau
Le service public d’eau potable est une compétence obligatoire des communes depuis l’adoption de la loi du 30 décembre 2006 sur l’eau et les milieux aquatiques. Au 31 décembre 2016, la production et la distribution de l'eau potable sur le territoire communal sont assurées par le syndicat des eaux et de l'Assainissement de Nibelle - Nesploy, un syndicat créé en 1964,,.
La loi NOTRe du 7 août 2015 prévoit que le transfert des compétences « eau et assainissement » vers les communautés de communes sera obligatoire à compter du 1er janvier 2020. Le transfert d’une compétence entraîne  de  facto la mise à disposition gratuite de plein droit des biens, équipements et services publics utilisés, à la date du transfert, pour l'exercice de ces compétences et la substitution de la communauté dans les droits et obligations des communes,.

#### Assainissement
La compétence assainissement, qui recouvre obligatoirement la collecte, le transport et l’épuration des eaux usées, l’élimination des boues produites, ainsi que le contrôle des raccordements aux réseaux publics de collecte, est assurée   par le Syndicat des Eaux et de l'Assainissement de Nibelle - Nesploy,,.
La commune est raccordée à une station d'épuration située sur le territoire communal, mise en service le 1er janvier 1987 et dont la capacité nominale de traitement est de  250 EH, soit 38 m3/jour. Cet équipement utilise un procédé d'épuration de type lagunage naturel. Son exploitation est assurée en 2017 par Société DMS,.
L’assainissement non collectif (ANC) désigne les installations individuelles de traitement des eaux domestiques qui ne sont pas desservies par un réseau public de collecte des eaux usées et qui doivent en conséquence traiter elles-mêmes leurs eaux usées avant de les rejeter dans le milieu naturel. La communauté de communes du Bellegardois a créé, par délégation de ses communes adhérentes, un service public d'assainissement non collectif (SPANC), qui a pour mission de contrôler les installations neuves et existantes, la mise en place d’un service de vidange et la réhabilitation des installations,. Depuis le 1er janvier 2017, c'est la communauté de communes Canaux et Forêts en Gâtinais, issue de la fusion de la communauté de communes du canton de Lorris, de la communauté de communes de Châtillon-Coligny et de la communauté de communes du Bellegardois, qui assure, par substitution, le SPANC.

## Population et société

### Démographie
L'évolution du nombre d'habitants est connue à travers les recensements de la population effectués dans la commune depuis 1793. Pour les communes de moins de 10 000 habitants, une enquête de recensement portant sur toute la population est réalisée tous les cinq ans, les populations de référence des années intermédiaires étant quant à elles estimées par interpolation ou extrapolation. Pour la commune, le premier recensement exhaustif entrant dans le cadre du nouveau dispositif a été réalisé en 2006.
En 2022, la commune comptait 368 habitants, en évolution de −1,6 % par rapport à 2016 (Loiret : +1,89 %, France hors Mayotte : +2,11 %).
| 1793 | 1800 | 1806 | 1821 | 1831 | 1836 | 1841 | 1846 | 1851 |
| ---- | ---- | ---- | ---- | ---- | ---- | ---- | ---- | ---- |
| 315  | 348  | 334  | 365  | 411  | 424  | 437  | 443  | 475  |

| 1856 | 1861 | 1866 | 1872 | 1876 | 1881 | 1886 | 1891 | 1896 |
| ---- | ---- | ---- | ---- | ---- | ---- | ---- | ---- | ---- |
| 482  | 463  | 506  | 481  | 470  | 454  | 486  | 453  | 403  |

| 1901 | 1906 | 1911 | 1921 | 1926 | 1931 | 1936 | 1946 | 1954 |
| ---- | ---- | ---- | ---- | ---- | ---- | ---- | ---- | ---- |
| 401  | 360  | 366  | 304  | 306  | 295  | 288  | 271  | 259  |

| 1962 | 1968 | 1975 | 1982 | 1990 | 1999 | 2006 | 2011 | 2016 |
| ---- | ---- | ---- | ---- | ---- | ---- | ---- | ---- | ---- |
| 246  | 233  | 223  | 218  | 195  | 298  | 358  | 406  | 374  |

| 2021 | 2022 | - | - | - | - | - | - | - |
| ---- | ---- | - | - | - | - | - | - | - |
| 364  | 368  | - | - | - | - | - | - | - |

## Patrimoine
- Dans Nesploy, il y a une église. C'est l'église Saint-Martin. La petite église a été construite au XIe siècle. Elle a été reconstruite et agrandie à la fin  du XVIe siècle. L’abside a été refaite au XIXe et le mur sud curieusement modifié dans le même siècle pour des raisons pratiques astucieusement masquées. Une nouvelle restauration a été faite entre 1990 et 1995 ainsi que la réfection des vitraux en 2009.